# Сон Иакова (картина Фетти)
«Сон Иакова» (итал. Il sogno di Giacobbe) — картина итальянского живописца Доменико Фетти (1589—1623), представителя эпохи барокко. Создана около 1619 года. Хранится в коллекции Музея истории искусств в Вене (инв. №GG 3819). 
Приобретена в Антверпене эрцгерцогом Леопольдом Вильгельмом Австрийским (1614—1662) из коллекции герцога Бекингемского для пражской коллекции императора Фердинанда III в 1648 году. С 1879 года хранится в императорской галерее в Вене.
Наблюдение за «естественной» истиной, усвоенное благодаря Караваджо, и абсолютно «духовная» манера живописи, в которой цвет как бы растворяется в свете, сочетаются на картине для придания достоверности видению: Яков, путешествуя, заснул на пути со своим псом и во сне увидел ангелов, которые спускаются и поднимаются по лестнице.